# XMind
XMind ist eine Brainstorming- und Mindmapping-Software, die von XMind Ltd aus Hongkong entwickelt wird. Sie ist in freien und proprietären Versionen erhältlich und ist plattformübergreifend einsetzbar, da sie auf Java basiert.

## Geschichte
Die Entwicklung der Software begann im Jahr 2006, XMind 2007 und XMind 2008 erschienen ein Jahr darauf. Im Jahr 2008 wurde XMind 3 veröffentlicht. Diese Version war die erste, die als Open Source lizenziert und gleichzeitig als Pro-Variante zum Subskriptionspreis erhältlich war. Mitte 2012 wurde mit XMind 2012 und der Version 3.3 ein neues Major-Release veröffentlicht. Als neue Funktion wurde ein privater Sharing-Dienst eingeführt. Im November 2013 wird Xmind 2013 (Version 3.4) veröffentlicht. Ein Jahr später wird die aktuelle Namensgebung verändert und Xmind 6 (Version 3.5) erscheint.

## Funktionen
Das Programm soll den Anwender beim Erfassen, Strukturieren und Visualisieren von Begriffen, Ideen, Lerninhalten oder Projekten unterstützen. Neben Mind-Maps können Organigramme, Gantt-Diagramme, Ursache-Wirkungs-Diagramme, Bäume und Tabellen erstellt werden. Dokumente können online geteilt werden. Die kostenpflichtigen Versionen verfügen über zusätzliche Funktionen, z. B. einen Word-, PowerPoint- und PDF-Export.

## Versionsgeschichte
XMind ist dual lizenziert unter der Eclipse Public License v1 und der GNU Lesser General Public License v3.
Es sind Versionen für Windows (auch als portable Software), macOS und Linux erhältlich.
| Produkt/Version     | Erscheinungsdatum  | Lizenz              | Plattform                                 | Sprache |
| ------------------- | ------------------ | ------------------- | ----------------------------------------- | --- |
| XMIND 2007          | 1. Januar 2007     | kommerzielle Lizenz | Mac OS X und Windows                      | Chinesisch (vereinfacht) |
| XMIND 2007 Update 1 | 16. April 2007     | kommerzielle Lizenz | Mac OS X und Windows                      | Englisch, Chinesisch (vereinfacht) |
| XMIND 2008          | 1. September 2007  | kommerzielle Lizenz | Mac OS X, Windows und Linux               | Englisch, Chinesisch (vereinfacht) |
| XMIND 2008 v2.0.4   | 4. November 2007   | kommerzielle Lizenz | Mac OS X, Windows und Linux               | Englisch, Chinesisch (vereinfacht) |
| XMIND 2008 v2.1     | 1. Dezember 2007   | kommerzielle Lizenz | Mac OS X, Windows und Linux               | Englisch, Deutsch, Chinesisch (vereinfacht), Chinesisch (traditionell)                                                                              |
| XMIND 2008 v2.2     | 20. Januar 2008    | kommerzielle Lizenz | Mac OS X, Windows und Linux               | Englisch, Deutsch, Chinesisch (vereinfacht), Chinesisch (traditionell)                                                                              |
| XMIND 2008 v2.3     | 31. März 2008      | kommerzielle Lizenz | Mac OS X, Windows und Linux               | Englisch, Deutsch, Chinesisch (vereinfacht), Chinesisch (traditionell)                                                                              |
| XMind v3.0          | 14. November 2008  | EPL und LGPL        | Mac OS X, Windows und Linux 32 bit/64 bit | Englisch |
| XMind v3.0.1        | 15. Dezember 2008  | EPL und LGPL        | Mac OS X, Windows und Linux 32 bit/64 bit | Englisch, Deutsch, Chinesisch (vereinfacht), Chinesisch (traditionell), Japanisch                                                                   |
| XMind v3.0.2        | 21. März 2009      | EPL und LGPL        | Mac OS X, Windows und Linux 32 bit/64 bit | Englisch, Deutsch, Chinesisch (vereinfacht), Chinesisch (traditionell), Japanisch                                                                   |
| XMind v3.0.3        | 29. April 2009     | EPL und LGPL        | Mac OS X, Windows und Linux 32 bit/64 bit | Englisch, Deutsch, Chinesisch (vereinfacht), Chinesisch (traditionell), Japanisch                                                                   |
| XMind v3.1.0        | 23. November 2009  | EPL und LGPL        | Mac OS X, Windows und Linux 32 bit/64 bit | Englisch, Deutsch, Chinesisch (vereinfacht), Chinesisch (traditionell), Japanisch                                                                   |
| XMind v3.1.1        | 4. Dezember 2009   | EPL und LGPL        | Mac OS X, Windows und Linux 32 bit/64 bit | Englisch, Deutsch, Chinesisch (vereinfacht), Chinesisch (traditionell), Japanisch                                                                   |
| XMind v3.2.0        | 15. September 2010 | EPL und LGPL        | Mac OS X, Windows und Linux 32 bit/64 bit | Englisch, Deutsch, Chinesisch (vereinfacht), Chinesisch (traditionell), Japanisch, Französisch, Spanisch                                            |
| XMind v3.2.1        | 22. November 2010  | EPL und LGPL        | Mac OS X, Windows und Linux 32 bit/64 bit | Englisch, Deutsch, Chinesisch (vereinfacht), Chinesisch (traditionell), Japanisch, Französisch, Spanisch                                            |
| XMind 2012 v3.3     | 10. August 2012    | EPL und LGPL        | Mac OS X, Windows und Linux 32 bit/64 bit | Englisch, Deutsch, Chinesisch (vereinfacht), Chinesisch (traditionell), Japanisch, Französisch, Spanisch, Koreanisch, Dänisch, Slowenisch, Russisch |
| XMind 2013 v3.4.1   | 25. Januar 2014    | EPL und LGPL        | Mac OS X, Windows und Linux 32 bit/64 bit | Englisch, Deutsch, Chinesisch (vereinfacht), Chinesisch (traditionell), Japanisch, Französisch, Spanisch, Koreanisch, Dänisch, Slowenisch, Russisch |
| XMind 6 v3.5.0      | 31. Oktober 2014   | EPL und LGPL        | Mac OS X, Windows und Linux 32 bit/64 bit | Englisch, Deutsch, Chinesisch (vereinfacht), Chinesisch (traditionell), Japanisch, Französisch, Spanisch, Koreanisch, Dänisch, Slowenisch, Russisch |
| XMind 6 v3.5.1      | 20. November 2014  | EPL und LGPL        | Mac OS X, Windows und Linux 32 bit/64 bit | Englisch, Deutsch, Chinesisch (vereinfacht), Chinesisch (traditionell), Japanisch, Französisch, Spanisch, Koreanisch, Dänisch, Slowenisch, Russisch |
| XMind 6 v3.5.2      | 27. April 2015     | EPL und LGPL        | Mac OS X, Windows und Linux 32 bit/64 bit | Englisch, Deutsch, Chinesisch (vereinfacht), Chinesisch (traditionell), Japanisch, Französisch, Spanisch, Koreanisch, Dänisch, Slowenisch, Russisch |
| XMind 6 v3.5.3      | 19. Juni 2015      | EPL und LGPL        | Mac OS X, Windows und Linux 32 bit/64 bit | Englisch, Deutsch, Chinesisch (vereinfacht), Chinesisch (traditionell), Japanisch, Französisch, Spanisch, Koreanisch, Dänisch, Slowenisch, Russisch |
| XMind 7 v3.6.0      | 13. November 2015  | EPL und LGPL        | Mac OS X, Windows und Linux 32 bit/64 bit | Englisch, Deutsch, Chinesisch (vereinfacht), Chinesisch (traditionell), Japanisch, Französisch, Spanisch, Koreanisch, Dänisch, Slowenisch, Russisch |
| XMind 7 v3.6.1      | 6. Januar 2016     | EPL und LGPL        | Mac OS X, Windows und Linux 32 bit/64 bit | Englisch, Deutsch, Chinesisch (vereinfacht), Chinesisch (traditionell), Japanisch, Französisch, Spanisch, Koreanisch, Dänisch, Slowenisch, Russisch |
| XMind 7.5 v3.6.51   | 19. Juni 2016      | EPL und LGPL        | Mac OS X, Windows und Linux 32 bit/64 bit | Englisch, Deutsch, Chinesisch (vereinfacht), Chinesisch (traditionell), Japanisch, Französisch, Spanisch, Koreanisch, Dänisch, Slowenisch, Russisch |
| XMind 8 v3.7.0      | 19. Oktober 2017   | EPL und LGPL        | Mac OS X, Windows und Linux 32 bit/64 bit | Englisch, Deutsch, Chinesisch (vereinfacht), Chinesisch (traditionell), Japanisch, Französisch, Spanisch, Koreanisch, Dänisch, Slowenisch, Russisch |
| XMind 8 v3.7.5      | 19. Oktober 2017   | EPL und LGPL        | Mac OS X, Windows und Linux 32 bit/64 bit | Englisch, Deutsch, Chinesisch (vereinfacht), Chinesisch (traditionell), Japanisch, Französisch, Spanisch, Koreanisch, Dänisch, Slowenisch, Russisch |

## Auszeichnungen
XMind 2008 erhielt eine Auszeichnung als Best Commercial RCP Application bei der EclipseCon 2008, XMind 3 wurde zum Best Project for Academia bei den SourceForge.net Community Choice Awards gekürt und wurde von PC World unter die zehn besten Productivity-Programme des Jahres 2010 gewählt. Lifehacker.de kürt 2013 Xmind zur beliebtesten Mindmapping Software und kurze Zeit später wird der 2013 Red Herring Asia Top 100 Award gewonnen.